# Балкув
Балкув (пол. Bałków) — село в Польщі, у гміні Радкув Влощовського повіту Свентокшиського воєводства.
Населення — 229 осіб (2011).

## Демографія
Демографічна структура на день 31 березня 2011 року:
|          | Загалом | Допрацездатний вік | Працездатний вік | Постпрацездатний вік |
| -------- | ------- | ------------------ | ---------------- | -------------------- |
| Чоловіки | 107     | 15                 | 73               | 19                   |
| Жінки    | 122     | 17                 | 66               | 39                   |
| Разом    | 229     | 32                 | 139              | 58                   |